# Rosa awarica
Rosa awarica är en rosväxtart som beskrevs av Sh.A. Guseinov. Rosa awarica ingår i släktet rosor, och familjen rosväxter. Inga underarter finns listade i Catalogue of Life.